# Muze
Muze è una circoscrizione mista (mixed ward) della Tanzania situata nel distretto rurale di Sumbawanga, regione di Rukwa. Conta una popolazione di 27 441 abitanti (censimento 2012).